# 김영삼 (바둑 기사)
김영삼(金榮三, 1974년 12월 10일 ~ )은 대한민국의 바둑 기사이다. 부인인 현미진도 바둑 기사이다.

## 약력
- 1993년 : 입단, 2회 진로배 SBS 세계바둑최강전 기록자
- 1994년 : 기왕전, 제왕전, 비씨카드배, 박카스배 본선
- 1995년 : 제4기 연승바둑최강전, 제40기 국수전 본선
- 1996년 : 제1기 박카스배 천원전 본선
- 1997년 : 제1기 SK가스배 신예프로10걸전 준우승.
- 1998년 : 제33기 패왕전 본선
- 1999년 : 제4기 박카스배 천원전, 제34기 패왕전 본선
- 2000년 : 5단 승단. 제5기 박카스배 천원전, 제19기 KBS 바둑왕전 본선. 제4기 신예프로10걸전 8위.1회 농심신라면배 한국대표 우승.
- 2003년 : 6단 승단.
- 2004년 : 제9기 박카스배 천원전 16강. 제1기 전자랜드배 왕중왕전 백호부 8강. 7단 승단. 현미진 3단과 결혼(12월 27일, 국내 첫 프로기사 부부 탄생).
- 2005년 : 제10기 박카스배 천원전 8강. 2005 바둑마스터즈 전신 16강. 제1기 원익배 십단전 본선
- 2006년 : 한국바둑리그 본선
- 2008년 : 8단 승단
- 2009년 : 제28기 KBS 바둑왕전 본선
- 2011년 : 한국바둑리그 영남일보 감독. 9단 승단
- 2016년 퓨처스리그 우승
- 2017년 KB바둑리그 우승, 퓨처스리그 우승, 2012년 이후 자신이 감독을 맡은 정관장 황진단(현 정관장 천녹)팀 첫우승.